# Vir illustris

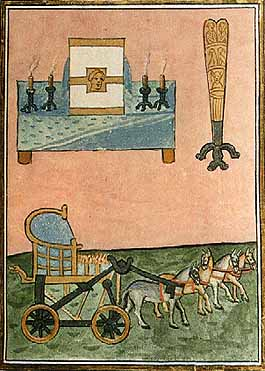
Клейноди префекта преторії Іллірії, що мав титул "Ясного пана". Мал. з Notitia Dignitatum, к.IV—поч.V ст.

Vir illustris (лат.: "Ясний пане") або "Ілюстрій" — в значені "видатна особа, людина високого положення". Титул і форма звертання, що надавався вищим чиновникам: консулам, патриціям, префектам преторія, префектам міст у пізній Римській імперії та ранній Східній Римській імперії у IV—V ст. н.е.
Один з найвищих сенаторських титулів. 
Пізніше поширився у Священній Римській імперії та в інших країнах Європи, де увійшов (в трохи зміненому вигляді) до титулатури місцевих монархій. В Речі Посполитій та Козацькій державі існував як титули Ясний та Ясновельможний.

## Застосування
Форма звертання до римських сенаторів пізньої античності, що додавали титул "vir clarissimus" ("славетний пан") до власних імен, розвивався поступово протягом перших двох століть н.е. 
На початку IV століття кількість сенаторів (та прирівняних до них осіб) в Західній та Східній Римській імперії значно збільшилася, так що титул став настільки поширеним, що виникла необхідність унормувати його використання та ввести нові титули для розрізнення сенаторів вищої гідності, а саме: virgledabilis та vir illustris.  
Отже, титул "Vir illustris" ("Ясний пане") використовувався в пізній античності як форма звертання до найвищих чинів сенатів Римської та Східної Римської імперії. 
З першої половини IV ст. "старі" сенатори Риму й "нові" сенатори Константинополя поступово стали відходити від титулу vir clarissimus й приймати нові титули. При імператорі Констанції II почалась формуватись система нових титулів, що надавались лише префектам преторій та префектам міст.
Перший відомий випадок титулування "vir illustris" зафіксовано 354 р. по відношенню до Praefectus praetorio. Наступні десятиліття цей титул використовували спорадично.
Регулярно він став застосовуватись після кодифікації відзнак й титулів імператором Валентиніаном I в 372 р.  
Після низки законів виданих Валентиніаном 5 липня 372 року почалось чітке застосування титулів у відповідності з займаними посадами. Ці закони встановлювали ієрархію серед цивільних, військових та придворних чинів й звань. 
Всі сановники були поділені на групи й відносились до одного з 4 вищих рангів аристократії: illustres, respectabiles, clarissimi, perfectissimi.
- Vir illustris (ілюстрій, Ясний пане) – титул надавався лише вищим чиновникам – консулам, патриціям, префектам преторія, префектам міст, військовим магістрам, магістрам офіцій, квесторам, комітам священних щедрот (скарбникам), препозитам священних опочивалень (керуючому над усіма євнухами палацу).

З часом їх чисельність в сенаті значно зросла, і де-факто, представники лиш цього титулу складали сенат.
- Vir spectabilis (спектабель, Поважний пане) –  титул отримували проконсули і вікарії, коміти консисторія, не надто впливові чиновники, які згодом навіть були виключені з сенату.
- Vir clarissimus (кларисим, Славетний пане) – титул, що надавався особам сенаторського рангу і їх родинам, і був спадковим. Люди, титуловані кларисами, становили перший ранг Візантійської знаті.
- Vir perfectissimus (перфектисим, Достойний пане) – титул, що надавався вершникам, префектам флоту, префектам аннони, прокураторам.

З часом кількість людей, що мали титул Vir illustris (Ясний пане) знову збільшилась; а в середини V століття Spectabiles і Clarissimi вже не були сенаторами. За правління імператора Юстиніана I всі сенатори були лише illustris.
Деякий час титул "Vir illustris" використовувався спільно з "clarissimus" й писався в офіційних документах як "vir clarissimus et illustris".   
Наприкінці V ст. він був дещо знецінений, як і "clarissimus" в четвертому столітті, а найвищі посадові особи стали позначатись титулами "vir gloriosus" або "gloriosissimus" та "vir magnificus" (а також illustres magnificentissimi й illustres gloriosi).
На початках Священної Римської імперії, в епоху Меровінгів і Каролінґів було поширеним написання титулів верховної знаті як: "vir inluster" або "viri inlustres" (вельможний пан). 
У Венеції до венеційських дожів існувало звернення ясний пане. Також це звертання було частиною його офіційного титулу.